# Opuntia spinulifera
Opuntia spinulifera ist eine Pflanzenart in der Gattung der Opuntien (Opuntia) aus der Familie der Kakteengewächse (Cactaceae). Das Artepitheton spinulifera leitet sich von den lateinischen Worten spina für ‚Dorn‘ sowie -fer für ‚-tragend‘ ab und verweist auf die Bedornung der Art.

## Beschreibung
Opuntia spinulifera wächst baumförmig mit zahlreichen von der Basis her erscheinenden Zweigen und erreicht Wuchshöhen von bis zu 1,3 Meter. Die hellgrünen, leicht glauken, kahlen, kräftigen, verkehrt eiförmigen bis kreisrunden Triebabschnitte sind 20 bis 25 Zentimeter lang und 15 bis 20 Zentimeter breit. Sie tragen rote bis zu 6 Millimeter lange Blattrudimente. Die häufig eingesenkten Areolen sind gelblich, die Glochiden gelb. Die ein bis neun auffallend ungleichen, weißlichen bis weißlich gelben Dornen, die auch fehlen können, sind dünn, haarartig, an ihrer Basis abgeflacht und liegen häufig an der Trieboberfläche an. Sie sind 0,5 bis 1,3 Zentimeter lang.
Die gelben Blüten erreichen eine Länge von bis zu 5 Zentimeter. Die gelblichen kurz kugelförmig-zylindrischen bis eiförmigen Früchte sind 4 bis 5 Zentimeter lang.

## Verbreitung und Systematik
Opuntia spinulifera ist in den mexikanischen Bundesstaaten Hidalgo, México und Tlaxcala verbreitet.
Die Erstbeschreibung durch Joseph zu Salm-Reifferscheidt-Dyck wurde 1834 veröffentlicht.

## Nachweise